# Каутин (провінція)
Провінція Каутин  (ісп. Provincia de Cautín)  — провінція в Чилі у складі регіону Арауканія.
Включає 21 комуна.
Територія — 18839 км². Населення — 752100 осіб (2017). Щільність населення — 39.92 чол./км².
Адміністративний центр — Темуко.

## Географія
Провінція розташована на півдні регіону Арауканія.
Провінція межує:
- на півночі - провінція Мальєко
- на сході - провінція Неукен (Аргентина)
- на півдні - провінція Вальдивія
- на заході - Тихий океан

## Адміністративний поділ
Провінція включає 21 комуну:
- Темуко. Адмін.центр - Темуко.
- Карауе. Адмін.центр - Карауе.
- Чольчоль. Адмін.центр - Чольчоль.
- Кунко. Адмін.центр - Кунко.
- Курареуе. Адмін.центр - Курареуе.
- Фрейре. Адмін.центр - Фрейре.
- Гальварино. Адмін.центр - Гальварино.
- Горбеа. Адмін.центр - Горбеа.
- Лаутаро. Адмін.центр - Лаутаро.
- Лонкоче. Адмін.центр - Лонкоче.
- Меліпеуко. Центр адміністрації — Меліпеуко.
- Нуева-Імперіаль. Адмін.центр - Нуева-Імперіаль.
- Падре-Лас-Касас. Адмін.центр - Падре-Лас-Касас.
- Перкенко. Адмін.центр - Перкенко.
- Пітруфкен. Адмін.центр - Пітруфкен.
- Пукон. Адмін.центр - Пукон.
- Сааведра. Адмін.центр - Сааведра.
- Теодоро-Шмідт. Адмін.центр - Теодоро-Шмідт.
- Тольтен. Адмін.центр - Тольтен.
- Вількун. Адмін.центр - Вількун.
- Вільяррика. Адмін.центр - Вільяррика.